# Decetia moestaria
Decetia moestaria är en fjärilsart som beskrevs av Walker 1866. Decetia moestaria ingår i släktet Decetia och familjen Uraniidae. Inga underarter finns listade i Catalogue of Life.